# Sleepy Hollow (Wyoming)
Sleepy Hollow es un lugar señalado por el censo (CDP) en el condado de Campbell, Wyoming, Estados Unidos. La población era 1.177 habitantes en el censo de 2000.

## Geografía
Sleepy Hollow está localizado en las coordenadas 44°13′58″N 105°25′40″O / 44.23278, -105.42778. Según el United States Census Bureau, el CDP tiene un área total de 0,8 km ², todos ellos de tierra.

## Demografía
Según el censo del 2000, había 1.177 personas y 322 familias que residentes en el CDP. La densidad de población era de 1,465.9 / km ². La composición racial del CDP era
- 95.41% Blancos
- 0.08% Afroamericanos
- 1.27% Nativos americanos
- 1,02% Asiáticos
- 0,42% Isleños del Pacífico
- 1,61% De otras razas
- 0,17% De dos o más razas
- 4,50% Hispanos o latinos

Había 361 casas, de las cuales un 63.4% tenían niños menores de 18 años que vivían con ellos, el 78,4% eran parejas casadas que vivían juntas, un 5.8% tenían un cabeza de familia femenino sin presencia del marido y un 10.8% eran no-familias. El 1.1% tenían a alguna persona anciana de 65 años de edad o más. 
En el CDP la separación poblacional era con un 37.6% menores de 18 años, el 6,5% de 18 a 24, un 39.8% de 25 a 44, el 15.1% de 45 a 64, y el 1,0% tenía más de 65 años de edad o más. La edad media fue de 29 años. Por cada 100 hembras había 100.9 varones. Por cada 100 mujeres mayores de 18 años, había 101.4 varones. 
La renta mediana para una casa en el CDP era de $ 62.750, y la renta mediana para una familia era $ 70.441. Los varones tenían una renta mediana de $ 52.679 contra los $ 19.479 para las hembras. El ingreso per cápita para el CDP era $ 20.781. Cerca del 2.5% de las familias y el 2,7% de la población estaban por debajo de la línea de pobreza, incluyendo el 3.9% de los menores de 18 años de edad y 35,0% de las personas mayores de 65 años.

## Educación
La educación pública en el CDP de Sleepy Hollow está proporcionada por la escuela del distrito del condado de Campbell Nº 1.